# Úlitba

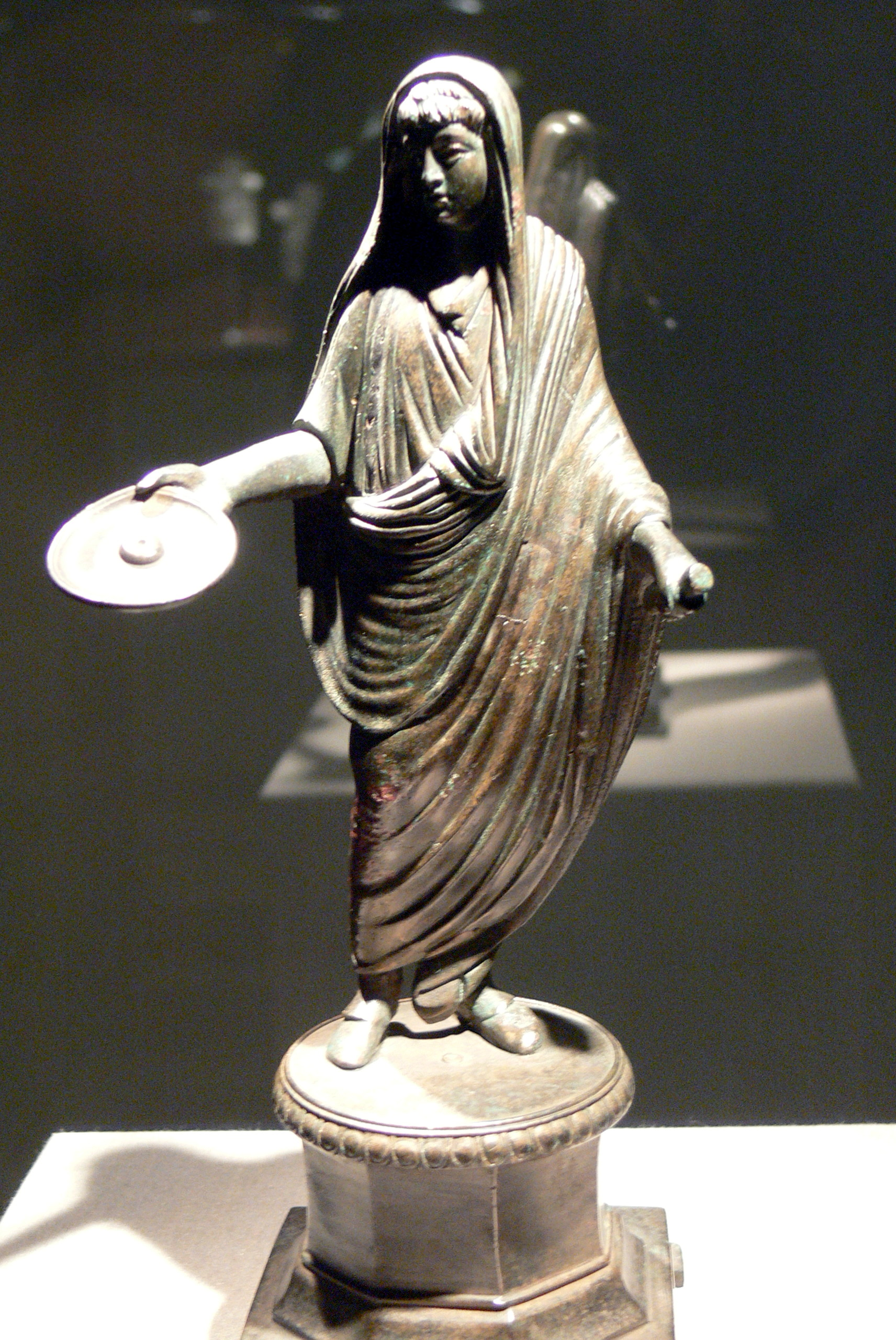
Římská bronzová soška kněze v tóze provádějícího úlitbu z patery

Úlitba (také libace z latinského libatio) je rituál, kdy se bohům nebo duchům obětuje nějaká tekutina jako pocta mrtvým. Byla velmi častá ve starodávných náboženstvích, zejména v antickém Řecku a stále je v některých náboženstvích praktikována.
Nejčastěji se jako tekutina k úlitbě používalo víno nebo olivový olej, v Indii se používalo ghí. Nádoby, které se používaly při úlitbě, měly většinou zvláštní význam. Úlitba mohla probíhat buď nalitím tekutiny na nějaký objekt, který byl svatý (jako oltář) nebo do země.